# ناجي القدسي
ناجي القدسي موسيقار سوداني، يعد صاحب بصمة خاصة في التراث الموسيقي السوداني بشكل خاص وتراث السلم الموسيقي الخامس بشكل عام، وأثره على الوجدان السوداني والأفريقي شديد العمق منذ بدأ رحلته الفنية أوائل ستينيات القرن العشرين، من خلال ألحانه العديدة.

## السيرة الذاتية
وُلِد الموسيقار ناجي القدسي في مدينة عطبرة بشمال السودان عام 1944، لأب يمني يُدعى محمد عبد الله الهيثمي وأم سودانية تُدعى فاطمة محمد سعيد الميرغني. تزوج والده من امرأة سودانية من نساء عطبرة، وأنجب توأمين، الحسن والحسين، تيمناً بأحفاد الرسول محمد. لكن الطفلان تعرضا للتسمم، فتوفى الحسن ونجا الحسين، الذي سُمّي بناجي.
التحق ناجي بالكتّاب في مدينة عطبرة لحفظ القرآن والحديث، ونتيجة لحبه للأحاديث القدسية، أطلق عليه أقرانه لقب "القدسي". كما التحق بمدرسة كمبوني الكاثوليكية الإيطالية التي كانت منتشرة في مدن السودان. هناك، كانت تُدرس الموسيقى على آلة البيانو بواسطة راهبة إيطالية، مما ألهم ناجي، الذي بدأ يهرب من حصص الدراسة للاستماع إليها. بموازاة ذلك كانت أذناه تصغيان دائماً لكل نغمة تندلع من آلة أو حنجرة. أو جهاز إلى جانب أغاني الأمهات وحضرات المديح، وغناء العمال والأغاني التي تنقلها أجهزة الراديو من الإذاعة المصرية لكبار فناني مصر والشام. في حوالي العاشرة من عمره سنة 1954 تقريباً انتقل مع أسرته إلى مدينة سنار. حيث التحق بالمعهد العلمي في سنار. هناك كون مع الشيخ إبراهيم سليم وآدم محمد صالح فرقة غنائية وتعلّم العزف على العود بمفرده وبدأ التلحين في سن الثانية عشرة.
بعد منتصف الخمسينيات، انتقل مع أسرته إلى الخرطوم، حيث واصل تعليمه الموسيقي في مدارس الجامعة الشعبية تحت إشراف أستاذ العود المصري عبد المنعم عرفة. في سن السادسة عشرة، ألف ناجي مقطوعته الموسيقية الأولى "آمال"، التي سجلتها أوركسترا الإذاعة السودانية عام 1961. لحّن ناجي العديد من الأغاني العاطفية والوطنية لمطربين سودانيين ويمنيين، بالإضافة إلى أعمال ملحمية من التراث الشعبي. والعديد من المسرحيات من الأدب العربي، كمسرحية مأساة الحلاج لصلاح عبد الصبور. العمل الأبرز له هو أغنية "الساقية" التي كتبها عمر الدوش ولحنها في نهاية الستينيات خلال ليلتين فقط على رمال شاطئ النيل الأزرق تم أداء الأغنية من قبل المطرب حمد الريح، لتصبح علامة فارقة في تجربته. لكن اللحن تضمن هتافات مناوئة للرئيس السوداني السابق جعفر نميري، مما دفع المتظاهرين لترديدها خلال الأحداث السياسية. بعد انقلاب الحزب الشيوعي عام 1971، حُظِر تداول الأغنية واعتُقل ناجي القدسي لمدة ثلاثة أشهر. بعدما أفرج عنه فرض عليه حصار فني وأوصدت أمامه جميع الأبواب طوال عقد السبعينيات. وهجره حتى اصدقاؤه مما اضطره إلى مغادرة السودان في الثمانينيات إلى اليمن.

## تجربة السجن
في عام 1972، أدت تداعيات تجربة السجن في كوبر إلى إصابة ناجي القدسي بأزمة نفسية حادة، جعلته يعيش في حالة من القتامة والتدهور. في خضم هذا الوضع، حاول محاربة معاناته من خلال موسيقاه، واتجه بقوة نحو التصوف والتأمل، مما أتاح له الفرصة لإنجاز أعمال لحنية متميزة. بدأ هذه الرحلة بثلاث مقطوعات، هي "البحر"، و"بنيت فردوسي وزخرفته" للشاعر إيليا أبو ماضي، و"اللاذقية" لأبي العلاء المعري. ثم انتقل إلى حوار إبداعي استثنائي مع الشاعر محمد مفتاح الفيتوري، حيث ألّف مقطوعتي "معزوفة لدرويش متجول" و"ياقوت العرش".
بعد فترة من الصمت التي استمرت لأكثر من عام، استفزته حادثة اجتماعية أدت به إلى إنجاز لحن "المحكمة" من شعر عباس الهاشمي. ومع هذه التجربة الفنية الفريدة، عاش الموسيقار في عمق ظلام الأزمة والعزلة، حيث تعرض لحصار غير مفسر. وتراجعت رغبة المطربين في أداء ألحانه، مما أدى إلى تأزم علاقاته مع من حوله، حتى أصابه اليأس.

## الخروج من السودان
منذ عام 1976، غادر الموسيقار ناجي القدسي السودان، ولم يعد يزور البلاد إلا نادراً، وفي أوقات متباعدة. تنقل في بداية الأمر بين السعودية والعراق، حيث قدم تجارب لحنية عديدة. في عام 1982، استقر في اليمن، حيث زادت عزلته وانحصرت الأضواء عنه، وانقطعت صلته بالعالم الخارجي. حتى أن ضجيج ثورة مايو 1985 في السودان، التي ردد مئات الآلاف من السودانيين هتافاتها على لحنه الشهير "الساقية لسه مدورة"، لم تصل أخبارها إليه إلا بعد فترة. ورغم تغير الأوضاع، لم يحاول ناجي الاستفادة من ذلك للعودة إلى السودان. ومع ذلك، أنجز في اليمن عشرات الألحان الوطنية والعاطفية والصوفية، مستخدماً السلمين الموسيقيين الخماسي والسباعي.

## نجاحاته مع نجوم الغناء السوداني
وتعامل مع كبار الفنانين أمثال: حمد الريح، التاج مكي، أبو عركي البخيت، زيدان إبراهيم، محمد الأمين، مصطفى سيد أحمد وغيرهم. كما تعامل مع كبار الشعراء في السودان أمثال: حسين حمزة، وإسحاق الحلنقي، وعبد الرحمن مكاوي، وعز الدين الهلالي، ومحمد أحمد سوركتي، وحسن ساتي، ومحمود مدني، محمد الفيتوري. كما تعامل في اليمن مع الشعراء: عبد العزيز المقالح، ومحمد الشرفي، وحسن اللوزي، وعلي صبرة. قام بتلحين مجموعة من القصائد للشاعر حسين حمزة هي: (جسمي انتحل، ضاع مع الأيام، وسلوى، والدبلة، والصداقة، ولاقيني في الأحلام). وقد سُجِّلت كلها للإذاعة السودانية سنة 1961 بصوت الفنان هاشم حمزة ولاقت رواجاً كبيراً.
مع سفر الفنان هاشم حمزة إلى أوروبا الشرقية للدراسة، بدأت الفرقة التي تضم ناجي القدسي تتفكك. في عام 1962، غنّى الفنان الصاعد أبو عركي البخيت أغنية "جسمي انتحل"، التي حققت شهرة واسعة في السودان، مما جعله معروفًا بها. أما لحن "ضاع مع الأيام"، فقد تم استبدال كلمات الشاعر حسين حمزة بكلمات الشاعر مرتضى صباحي في أغنية "خلاص مفارق كسلا"، مما ساهم في إطلاق نجومية التاج مكي، وتحولت هذه الأغنية إلى ثنائي مميز مع الملحن ناجي القدسي.
بين عامي 1962 و1966، تعاون ناجي القدسي مع التاج مكي في أربعة ألحان أخرى، هي "النضارة" من شعر عز الدين هلالي، و"التينة" من شعر عبد الرحمن مكاوي، و"ليلة الميلاد" أو "روح بابا" و"أهل المحبة" من شعر إسحاق الحلنقي. في نفس الفترة، لحّن أنشودتين وطنيتين هما "أم الثورات" من شعر محمد أحمد سوركتي و"الثورة ثورة شعب" من شعر إسحاق الحلنقي، وكلاهما غنّاهما التاج مكي.
في سنة 1967 كان الموسيقار قد بلغ ذروة انفجاره الإبداعي، وذات ليلة من ليالي عام 1967 التقى في إحدى أمسيات الخرطوم بالشاعر المختلف عمر الطيب الدوش، الذي أعطاه كلمات (الساقية لسة مدورة). حيث كانت آخر أعماله التي أنجزها في السنة الأخيرة 2013، 2014، ولحن (بالسلامة) من كلمات الشاعر حسين حمزة، إضافة الى أربعة ألحان من كلمات الشاعر والموسيقار الفنان أحمد شادول.
بالإضافة إلى ذلك، لحّن ناجي القدسي نشيد "يا بلادي" للفنان بهاء الدين عبد الرحمن من شعر اللمين بلة، و"شعبي الحامي أرض النيل" و"رغم السيف" من شعر هاشم صديق، و"قم للمعلم" من شعر أمير الشعراء أحمد شوقي. كما عمل على ملحمة لثورة أكتوبر بمشاركة الفنانين أبو عركي البخيت وخليل إسماعيل وبهاء الدين إسماعيل وعوض الحاج.

## مكانته الفنية
كتب الموسيقار يوسف الموصلي عن ناجي القدسي في موقع "بيت السودانيين" تحت عنوان "الموسيقار ناجي القدسي". وصفه بأنه واحد من أبرز الموسيقيين الذين ينجحون في تجسيد الخيال من خلال ألحانهم. أشار الموصلي إلى أن لحن "الساقية" كان له تأثير عميق عليه منذ أن كان طالباً، حيث ظل هذا اللحن عالقاً في ذهنه حتى قام بتوزيعه موسيقياً للفنان حمد الريح في القاهرة، وتم تسجيله تحت نفس الاسم. تحدث الموصلي عن أول لقاء له مع ناجي القدسي عند التحاقه بالمعهد العالي للموسيقى والمسرح، حيث لاحظ ارتباطه العميق بالعود، الذي كان دائماً يحمله كطفل صغير. وأكد أن نجاح ناجي القدسي كان بارزاً من خلال تعاونه مع فنانين مثل حمد الريح والتاج مكي، حيث شكل مع كل منهما ثنائياً خاصاً. كما أشار الموصلي إلى أنه تعلم الكثير من ناجي القدسي، خاصة في التداخل بين المقدمة الموسيقية ونهايات الكوبليهات. وضرب مثالاً بأغنية غناها حمد الريح، حيث تتداخل الموسيقى بشكل جميل مع المد الصوتي. ذكر أيضاً أن لديه أغنيتين مستلهمتين من أعمال فنية لأبو عركي وناجي القدسي، موضحاً كيف ولدت أغنيته "انتي ليا" كإبنة شرعية لأغنية "حبيبي حاكي ليكم" لأبو عركي، وكيف أن أغنية "حمام الوادي" التي لحنها ناجي القدسي غنتها حمد الريح في المهرجان الغنائي الأول، مما ألهمه لكتابة أغنية جديدة بعنوان "الأماني السندسية".
وكتب عنه الكاتب صلاح شعيب من مقال نشر في صحف ومواقع إلكترونية كثيرة، تحت عنوان (أنقذوا ناجي القدسي يا أهل السودان)، مشيدًا به باعتباره فنانًا مسكونًا بالتجويد المتناهي في أعماله. وأوضح أن قدسي لم يكتفِ بإعطاء المغني اللحن فحسب، بل كان يسلمه للأوركسترا حتى يتقنه بشكل جيد. وأشار شعيب إلى أن ناجي القدسي كان يتمتع بحس لحنٍ متقدم في عصره، رغم أنه لم يكن قد أكمل الثلاثين من عمره. واعتبره صاحب بصمة مميزة في اللحن السوداني، مستشهدًا بأغنية "الساقية" التي كتب كلماتها عمر الطيب الدوش، حيث استخدم أسلوباً يرتبط بالدراما التي كان يدرسها في المعهد العالي للموسيقى والمسرح. واعتبرت "الساقية" نقلة كبيرة في النغم السوداني، نظرًا لمفرداتها الرمزية ولحنها الذي يتنقل بين حالات مختلفة، مما عكس تيارين من الحداثة الشعرية واللحنية. كما أكد شعيب أن أداء حمد الريح، الذي استوعب فكرة اللحن، قد ساهم في رفع مكانة الأغنية في سياق الغناء السوداني. ولفت إلى أن الألحان الستة التي منحها القدسي لحمد الريح، مثل "أحبابنا أهل الهوى"، و"خليتني ليه عشت الشقا"، و"سلم بي عيونك"، و"حمام الوادي"، و"أحلى منك"، أعطت دفعة كبيرة للريح وسط مجايليه من المغنيين.
ويتحدث الموسيقار أنس العاقب عن تيار الموسيقيين السودانيين الذين قادوا ثورة التجديد الموسيقي في ستينيات القرن العشرين..مؤكداً على تميز القدسي في تلك المجموعة التي تضم أيضاً أنس العاقب وأبو عركي البخيت وعمر الشاعر فيقول: "أما ناجى القدسي فقد كان أكثرنا ثورية وأطولنا نفساً وباعاً في التشكيل والتراكيب اللحنية (الساقية) أنموذجاً". وقال عنه الكاتب يوسف ميلاد: "كان طفرة في الموسيقى السودانية وكسراً للمعتاد".
وكتب عنه الروائي السوداني عادل الأمين في موضوع تحت عنوان «هبوط أورفيوس في صنعاء وانتحاله اسم ناجي القدسي»: "تراه يسير وحيدا في طرقات صنعاء...بلحيته الكثة ومسبحته في عنقه وعمامته السودانية..وفي استغراقه الصوفى العميق...قد يتجاهله البعض من اللذين غرتهم الدنيا وزخرفها البائس...فهو رجل..كان يعيش في بلاد الفقراء التي قال عنها الفيتوري
دنيا لا يملكها من يملكها:
أغنى اهلها سادتها الفقراء
العاقل من يأخذ منها
ما تعطيه على استحياء
والجاهل من ظن الأشياء هي الأشياء". "هذا الرجل صانع النغم ((السومانى))..وكان جزء من تشكيل وجدان الشعب السودانى في السبعينات...ووضع لحن من أشهر الالحان السودانية الخالدة على الإطلاق..
هذا الرجل اليمنى الجنسية وسودانى الهوى وجد نفسه غريبا في بلده..
يا ترى كم من الأنغام الخماسية تدور في داخله وهو جالس في مكانه القصى..وايقاع الحياة حوله في المدينة (عاصمة الثقافة 2004) التي يضجر من نفسه فيها الضجر...
هذا الصوفي العاشق والهائم في طرقات صنعاء ويتجاذب الأحاديث الذكية مع السودانيين اللذين يلتقيهم...هو ناجى القدسي....صاحب الحان أغنية الساقية الشهيرة لحمد الريح...اتمنى من كل البورداب الأعداء والاحباب ان يذكر كلمة طيبة في حق هذا الموسيقار...الذي يستحق فعلا ان يكون اسم من ((أسماء في حياتنا))...وانى اسعي لتوثيقه في هذا البوست...حتى تتذكره الخرطوم (عاصمة الثقافة 2005)"
وقال عنه الملحن إسماعيل أبو بكر في حوار : يكفي انه قام بتلحين رائعة الدوش (الساقية لسه مدوره).
وكتب محمد عبد الماجد في موضوع بعنوان : "الخروج من البحر والساقية لسه مدوره": "كانت الساقية بشكلها الذي ظهرت (به) تشكل مفاجأة للوسط الفني والأدبي.... ونستطيع أن نقول ان أغنية (الساقية) لها دور كبير في تفجير ثورة أبريل"
وكتب خالد كيبيا: "أدقق السمع في كلمات أغنية الساقية وأتبحر في معانيها الشامقة ولأول مره أدقق السمع إلي سنفونية الساقية الموسيقية بدون كلمات فاذا بي أستمع إلي بتهوفن وسنفونيتة التاسعة (Symphony No. 9 - Beethoven)
واستماع إلي فيفالدي وفصولة السنويه الأربعة (Antonio Vivaldi - The Four Seasons) وإلي موتسارت ومارشه التركي (Turkish March - Mozart) وإلي شوبين وفنتازيتة (Chopin - Fantasie).
وحين تستمع مره أخرى إلي كلمات الموسيقار إذ بك تستمع إلي موسيقى وروح موسيقية تضعه في مقام لا يقل عن عظما موسيقي القرن الثامن عشر بشي وقصة حياته هي قصه حياتهم، لنا المفخرة في معرفتة والانتماء إليه". كما وضح الأستاذ ناجي عن حلاوة اللحن الموسيقي في مقدمة سنفونية الساقية وعن الألحان المعبره عن تظاهر ضد النظام آنذاك، المزروعة بين ألحان سنفونيتة الموسيقية في كل روعه موسيقية وإبداع، كانه لوناردو دافنشي يخفي رسائله الرافضة للكنيسه بين جمال ابداعاته اللوحية وابتسامة الموناليزا الكاتمة.
كتب عنه الكاتب اليمني علوان مهدي الجيلاني رواية تحمل عنوان "أرفيوس المنسي"، والتي تتحدث عن سيرة حياته.

## أعماله الموسيقية وألحانه

### أ- المقطوعات الموسيقية:
1. مقطوعة (آمال): سجلت في إذاعة أم درمان عام 1961م.
2. (ليالي سنار): سجلت على عود منفرد ودف لإذاعة أم درمان، قدمها كورال وأوركسترا المعهد العالي للموسيقى سنة 1970م.
3. (ليالي جدة): سجلت لإذاعة جدة بمصاحبة أوركسترا الإذاعة سنة 1978م.
4. (ليالي بحري): سجلت لإذاعة جدة بمصاحبة أوركسترا الإذاعة سنة 1978م.
5. (شمس): ألفت سنة 1989م لشمس، ابنة أخيه المهندس أحمد.
6. (ليالي العدين): ألفت سنة 1992م، وقد طافت بها فرقة الثقافة في اليمن جميع المحافظات، ثم تم تسجيلها لإذاعة صنعاء بمصاحبة أوركسترا وزارة الثقافة سنة 1992م.
7. (زرياب): ألفت لزرياب ابن صديقه الفنان والمصور الشهير عبد الرحمن الغابري، ونشرت نوتتها في صحيفة الثورة اليمنية عام 1993م.

### ب- الألحان:
1. (ضاع مع الأيام): كلمات الشاعر حسين حمزة، سجلت في إذاعة أم درمان بصوت هاشم حمزة سنة 1961م.
2. (جسمي انتحل): كلمات الشاعر حسين حمزة، سجلت في إذاعة أم درمان بصوت هاشم حمزة سنة 1961م.
3. (سلوى): كلمات الشاعر حسين حمزة، سجلت في إذاعة أم درمان بصوت هاشم حمزة سنة 1961م، وشدا بها فيما بعد الفنان الجيلي البادرابي.
4. (الصداقة): كلمات الشاعر حسين حمزة، سجلت في إذاعة أم درمان بصوت هاشم حمزة سنة 1961م.
5. (لاقيني في الأحلام): كلمات الشاعر حسين حمزة، سجلت في إذاعة أم درمان بصوت هاشم حمزة سنة 1961م.
6. (الدبلة): كلمات الشاعر حسين حمزة، كانت هديته لأخيه عبد الكريم في حفل زفافه.

### ألحانه للفنان أبو عركي البخيت:
1. (جسمي انتحل): غناها الفنان أبو عركي البخيت سنة 1962م.
2. (ملحمة رسالة من مغترب): كلمات الشاعر حسين حمزة، اشتغل عليها سنة 1964م، وكان من المفترض أن يغنيها عدة فنانين في ذكرى أكتوبر، لكن لم يتم التنفيذ.

### ألحانه للفنان التاج مكي:
1. (خلاص مفارق كسلا): كلمات الشاعر حسين حمزة، ولحنها هو نفس لحن (ضاع مع الأيام)، وقد انطلقت بها نجومية التاج مكي سنة 1962م.
2. (النضارة): كلمات الشاعر عز الدين هلالي.
3. (أهل المحبة): كلمات الشاعر إسحاق الحلنقي.
4. (التينة): كلمات الشاعر عبد الرحمن مكاوي.
5. (ليلة الميلاد): كلمات الشاعر إسحاق الحلنقي.
6. (أم الثورات): كلمات الشاعر محمد أحمد سوركتي.
7. (الثورة ثورة شعب): كلمات الشاعر إسحاق الحلنقي.

### ألحانه للفنانحمد الريح:
1. (الحقيقة): كلمات الشاعر حسين حمزة.
2. (سلم بي عيونك): كلمات الشاعر محمد أحمد سوركتي.
3. (أحلى منك): كلمات الشاعر عبد الرحمن مكاوي.
4. (خلتني ليه عشت الشقا): كلمات الشاعر عبد الرحمن مكاوي.
5. (أنت في وادي): كلمات الشاعر إسحاق الحلنقي.
6. (حمام الوادي): كلمات الشاعر إسحاق الحلنقي.
7. (الساقية لسه مدورة): كلمات الشاعر عمر الطيب الدوش.

### ألحانه للفنانمحمد الأمين:
1. (شعبي الحامي أرض النيل): كلمات الشاعر هاشم صديق.
2. (رغم السيف): كلمات الشاعر هاشم صديق.
3. (قم للمعلم): كلمات أمير الشعراء أحمد شوقي.

### ألحانه للفنانزيدان إبراهيم:
1. (ازرع العتمور ازاهر): كلمات الشاعر يونس السنوسي، سنة 1970م.

### ألحانه للفنان الجيلاني الواثق:
1. (قايلك خلاص): كلمات الشاعر علي سلطان، سنة 1970م.

### ألحانه عبده الصغير:
1. (كيفن كيفن): كلمات الشاعر عباس الهاشمي، سنة 1970م.

### ألحانه للفنان مصطفى سيد أحمد:
1. (مهما هم تأخروا): توليفة من كلمات الشاعرين محمود درويش ونزار قباني، إضافة إلى المقطوعة الشهيرة (طلع البدر علينا)، لحنها سنة 1970م.
2. (تراتيل): كلمات الشاعر حسن ساتي، لحنها سنة 1970م.

### ألحان أخرى شدا بها فنانون سودانيون ويمنيون:
1. (الشيخ فرح ود تكتوك): كلمات الشاعر إسماعيل حسن، تم تلحينها سنة 1969م، وغناها أكثر من فنان.
2. (حبيبتي): كلمات الشاعر محمد الشرفي، لحنها في صنعاء سنة 1993م، وغناها الفنان جميل صالح.

### ألحان مسجلة في إذاعات مختلفة بصوت الموسيقار ناجي القدسي:
1. (غبت عني فما الخبر): كلمات الشاعر بهاء الدين زهير، سجلها بصوته لإذاعة جدة سنة 1978م.
2. (أتيت إليك): موشح ديني من كلمات شاعر شامي (مجهول)، سجلها بصوته لإذاعة صنعاء سنة 1986م.

### ألحان لم تر النور:
1. (معزوفة لدرويش متجول): كلمات الشاعر محمد مفتاح الفيتوري، لحنها أواخر عام 1971م، وهذا التسجيل بصوته على العود سنة 1976م.
2. (ياقوت العرش): كلمات الشاعر محمد مفتاح الفيتوري، لحنها أواخر عام 1971م، وهذا التسجيل بصوته على العود سنة 1976م.
3. (غنيوة للوطن الجميل): كلمات الشاعر كمال الجزولي، لحنها سنة 1973م، التسجيل بصوته على العود سنة 2007م.
4. (زي عيونك أصلو ما في): كلمات الأستاذ الكبير محمود محمد مدني، لحنها أواخر عام 1969م، التسجيل بصوته على العود سنة 2007م.

إضافة إلى عشرات الألحان المميزة التي لم تر النور بعد لشعراء كبار من السودان واليمن وغيرهم.

## وفاته
على بالرغم من أنه واصل في اليمن التلحين لمطربين يمنيين، من بينهم أبوبكر الفقيه، وسودانيين كثيرين؛ فإنه عاش في شبه عزلة في ظروف قاسية وفي غرفة متواضعة وسط العاصمة اليمنية صنعاء، حتى وافته المنية فيها، فجر يوم الجمعة في أحد مستشفيات العاصمة اليمنية صنعاء. جاءت وفاته نتيجة توقف قلبه إثر مضاعفات ناجمة عن جراحة قلب مفتوح أجريت له قبل يوم.
1. ↑   https://www.discogs.com/artist/4296442. {{استشهاد ويب}}: |url= بحاجة لعنوان (مساعدة) والوسيط |title= غير موجود أو فارغ (من ويكي بيانات) (مساعدة)
2. ↑  "معلومات عن ناجي القدسي على موقع discogs.com". discogs.com. مؤرشف من الأصل في 2022-03-17.
3. 1 2 3 4  مصطفى، سراج الدين (30 أغسطس 2021). "ناجي القدسي.. السيرة الحبيبة !!". صحيفة الراكوبة. اطلع عليه بتاريخ 2024-11-04.
4. 1 2  "الموسيقار الكبير الراحل ناجي القدسي - منتديات الحصاحيصا نت alhasahisa". www.alhasahisa.net. اطلع عليه بتاريخ 2024-11-04.
5. 1 2 3  "ناجى القدسي ... محمد أحمد سوركتى ... أيوب فارس (بحث عن فترة فنية غائبة) - سودانيات .. تواصل ومحبة". sudanyat.org. اطلع عليه بتاريخ 2024-11-04.
6. 1 2  Abubakr، Bakri (26 يناير 2005). "هبوط اورفيوس فى صنعاء..وانتحاله.لاسم(ناجى القدسى)...الاهداء الى الموصلى". https://sudaneseonline.com. اطلع عليه بتاريخ 2024-11-04. {{استشهاد ويب}}: روابط خارجية في |صحيفة= (مساعدة)
7. ↑  "الملحن إسماعيل أبو بكر في ونسة دوري ما فاصولا:". nohaa.yoo7.com. مؤرشف من الأصل في 2013-04-28. اطلع عليه بتاريخ 2024-11-04.
8. ↑  "صحيفة الأحداث عدد 187 بتاريخ 22نوفمبر 2010م". صحيفة الأحداث.
9. ↑  Abubakr، Bakri (4 فبراير 2013). "الموسيقار ناجي القدسي في لقاء تلفزيوني ... كم انت بديع يا قدسي". https://sudaneseonline.com. اطلع عليه بتاريخ 2024-11-04. {{استشهاد ويب}}: روابط خارجية في |صحيفة= (مساعدة)
10. ↑  الحمامصي، محمد (12 يناير 2021). "'أرفيوس المنسي' سيرة روائية للموسيقار ناجي القدسي | محمد الحمامصي". MEO. اطلع عليه بتاريخ 2024-11-04.
11. ↑  "الفنان السوداني اليمني ناجي القدسي وحكاية "الساقية"". BBC News عربي. 8 أبريل 2014. اطلع عليه بتاريخ 2024-11-04.

1. اعتمدت هذه المادة على سيرة الموسيقار ناجي القدسي التي وثقها الكاتب علوان الجيلاني.. ونشرت بعنوان: (الموسيقار ناجي القدسي.. أعماله وأهم مفاصل حياته) وقد تم الأخذ بالإذن منه.. وبمعرفة الموسيقار ناجي القدسي شخصياً..
2. كتاب جسر الوجدان بين اليمن والسودان، تأليف الدكتور نزار غانم، صنعاء 1994م.
3. بين الخرطوم وصنعاء، تأليف الدكتور نزار غانم، دار العودة، بيروت، 1979م.
4. الملحن ناجي القدسي: أفتخر وأتشرف بسدوانيتي، حوار: سراج الدين مصطفى، صيحفة الأحداث السودانية، السبت 17 مايو 2008م.
5. الملحن ناجي القدسي بعد غياب 30 عاماً.. حوار: انتصار جعفر، صحيفة الرائد السودانية، العدد 891، 1 فبراير 2011م.
6. الموسيقار ناجي القدسي في بوح خاص لـ (لأهرام اليوم)دخلت كوبر بسبب الساقية، فألفت نشيداً جديداً من داخل السجن، حوار: محمد عبد الله يعقوب، 11 يناير 2011م.
7. رسالة إلى السموأل: ناجي القدسي موسيقار أهملته بلاده، صلاح شعيب، صحيفة السوداني الأسبوعي، العدد 2157، الجمعة 23ديسمبر 2011م.

## للتوسع في مزيد من المعلومات وللاطلاع على فيديوهات وتسجيلات للموسيقار ناجي القدسي وأغانيه.. يمكن الرجوع إلى
1-منتدى الموسيقار ناجي القدسي في مكتبة الأغنية السودانية: http://www.sudanesesongs.net/index.php?showforum=2670 2-السلام يغشاك يا ناجي القدسي، بوست لكاتب صلاح شعيب على موقع سودانيز اونلاين: http://www.sudaneseonline.com/cgi-bin/sdb/2bb.cgi?seq=msg&board=410&msg=1355847430 3-الموسيقار ناجي القدسي في لقاء تلفزيوني... كم أنت بديع يا قدسي.. للكاتب يحيى قباني.. على موقع سودانيزاونلاين: http://www.sudaneseonline.com/cgi-bin/sdb/2bb.cgi?seq=msg&board=420&msg=1360019621 4-هاتف لحن ناجي القدسي، للكاتب يحيى فضل الله، صحيفة الراكوبة: http://www.alrakoba.net/articles-action-show-id-3496.htm 5-ناجى القدسي... محمد أحمد سوركتى... أيوب فارس (بحث عن فترة فنية غائبة) للكاتب رأفت ميلاد، على موقع سودانيات: http://sudaniyat.org/vb/showthread.php?t=6078 6
7-أيقونات يمانية، عادل أمين، موقع الحوار المتمدن، http://www.ahewar.org/debat/show.art.asp?aid=344526